# Campina do Monte Alegre
Campina do Monte Alegre este un oraș în São Paulo (SP), Brazilia.